# 朝英集
《朝英集》是中国唐朝开元年间的一本诗集。共三卷，已佚。著录于《新唐书·艺文志》，称是张孝嵩出塞，张九龄、韩休、崔沔、王翰、胡皓、贺知章所撰写的送行诗歌。收录于《朝英集》中的诗歌不见于诸家文集或总集。另一说，《朝英集》不是送张孝嵩，而是送张说。